# Bibliothèque François Mitterrand (Métro Paris)
Bibliothèque François Mitterrand ist eine unterirdische Station der Linie 14 der Pariser Métro. Sie befindet sich im 13. Arrondissement von Paris in der Nähe der Bibliothèque nationale de France. Es besteht Umsteigemöglichkeit zum RER C am unterirdisch verknüpften gleichnamigen Bahnhof. Mit etwa 37.000 Fahrgästen täglich zählte die Station 2004 zu den zehn am stärksten frequentierten Stationen der Metro.
Die Station wurde am 15. Oktober 1998 mit Eröffnung der Linie 14 in Betrieb genommen. Damit zählt sie zu den jüngsten Stationen im Pariser Metronetz. Die Linie 14 verkehrte damals auf dem Abschnitt Madeleine–Bibliothèque François Mitterrand. Bis zur zentralen Station Châtelet sind es etwa fünf Kilometer.